# Alexander Molony
Alexander Molony (* 12. September 2006 in England) ist ein britischer Schauspieler und Synchronsprecher.

## Leben und Karriere
Molony besuchte die Trinity School of John Whitgift in Croydon. Sein jüngerer Bruder Edward Molony ist ebenfalls Schauspieler. 2022 war er in dem Fernsehfilm The Bad Seed Returns zu sehen. Bekanntheit erlangte er 2023 für seine Rolle in Peter Pan & Wendy.
Er ist 
auch als Synchronsprecher tätig. Zu seinen Arbeiten gehört die Stimme des Claude in der gleichnamigen Kinderserie sowie Rollen in Raa Raa the Noisy Lion und The Reluctant Landlord. Darüber hinaus spielte er in Theaterproduktionen wie Macbeth der Royal Shakespeare Company mit Christopher Eccleston mit.

## Filmografie
- 2017: Raa Raa the Noisy Lion (Fernsehserie, 2 Episoden)
- 2017: Claude (Fernsehserie, 34 Episoden)
- 2018–2019: The Reluctant Landlord (Fernsehserie, 12 Episoden)
- 2022: The Bad Seed Returns
- 2023: Peter Pan & Wendy